# 長島毅
長島 毅（ながしま はたす、1880年（明治13年）6月8日 - 1948年（昭和23年）3月18日）は、日本の裁判官。大審院長を務めた。名古屋高検検事長や最高裁判所裁判官を務めた長島敦は甥。

## 来歴
横浜区生まれ。東京府尋常中学、一高を経て、1906年7月、東京帝国大学法科大学独法科卒業。同年、横浜正金銀行入行。1911年2月、司法官試補。1913年、東京地方裁判所・横浜地方裁判所判事。1916年、司法省参事官。1921年、東京地裁検事。1927年4月、大審院検事、同年12月、司法省民事局長。1933年札幌、1934年、広島両控訴院長。1935年、司法次官。1937年、大阪控訴院長。1940年、大審院部長。1941年、大審院長就任。1943年7月に法律新報に「戦争と法律」という題で「何でもかんでも勝たねばならない。我が国の人と物と力はこの目標に向かって進まねばならない。人と心と力の結集は法律を戦争の目的へと追い込みつつある。人と心と物の動きに立ち遅れた法律はただ屑籠に捨てられて顧みられない反古紙でしかありえない。法律は中心を失ってはならないが、この方向に向かって急転回して進まなければならない」旨の論文を掲載した。1944年2月に東條演説事件に絡んで細野長良広島控訴院院長が東條英機内閣総理大臣に送った抗議文の写しを手渡されたが、黙って机の中に入れただけだった。
戦後、公職追放となり、追放中の1948年死去。